# Majka Angelica
Majka Angelica, rođena kao Rita Antoinette Rizzo (Canton, Ohio, 20. travnja 1923. – Hanceville, Alabama, 27. ožujka 2016.), američka katolička časna sestra klarisa iz reda klarisa trajnoga klanjanja. Za života, bila je jedna od najpoznatijih katolika u javnosti Sjedinjenih Američkih Država. Utemeljiteljica je katoličke televiziju EWTN (koja je s vremenom postala najveća katolička televizijska mreža na svijetu) i radijske mreže postaja WEWN, katoličkih mrežnih portala i novina. Trideset godina vodila je svoju televizijsku emisiju „Majka Angelica uživo”. Dala je sagraditi Svetište Presvetoga Oltarskoga Sakramenta u Hancevillu, u Alabami.

## Životopis
Rođena je kao Rita Antoinette Rizzo u Cantonu u državi Ohio 1923. godine u siromašnoj obitelji talijanskoga podrijetla. Bila je jedino dijete Johna i Helen Mae Rizzo i odrasla je tijekom Velike depresije. Kad je imala pet godina, otac je napustio obitelj; roditelji su se razveli 1929. godine. O njoj su se brinuli baka i djed s majčine strane. Njezina majka teško je nalazila posao i patila je od depresije nakon bračnoga brodoloma. Djed je doživio srčani udar i bio paraliziran.
Nije imala velikih uspjeha u školi i bila je mažoretkinja. Nikada nije bila u ljubavnoj vezi zbog traume od neuspjela braka svojih roditelja. Po završetku škole 1941. godine razboljela se od želučane bolesti, zbog koje je trpjela velike bolove. Godine 1943. godine susrela se s vjernicom Rhodom Wise iz rodnoga grada, koja je imala vjerske objave i stigme. Preporučila joj je molitvu devetnice Bogu za ozdravljenje po zagovoru sv. Male Terezije. Deveti dan ozdravila je od želučane bolesti i više nije trpjela bolove. Bilo je još bolesnika, koji su ozdravili uz pomoć Rhode Wise i nakon smrti proglašena je službenicom Božjom. Ovo joj je iskustvo produbilo vjeru, osjetila je duhovni poziv pa je 15. kolovoza 1944. ušla u samostan siromašnih klarisa trajnoga klanjanja kao postulantica u Clevelandu. Između ostaloga, radila je u praonici rublja, pekla kruh, služila na oltaru i radila u samostanskoj kuhinji. Dana, 2. siječnja 1953. položila je vječne zavjete kao časna sestra. Dobila je redovničko ime sestra Marija Angelica od Bezgrješnoga začeća (eng. Sister Mary Angelica of the Annunciation).
Dana 20. svibnja 1962., osnovala je novi samostan Gospe od Anđela za svoj red u Irondaleu u Alabami radi pružanja pomoći Afroamerikancima. Prvu knjigu objavila je 1972. godine. 1976. godine počela je proizvoditi i prikazivati televizijske programe u garaži u svom samostanu. Vjeruje se da je ovo početak televizijske mreže EWTN (Eternal Word Television Network). Smješten u alabamskom protestantskom biblijskom pojasu (engl. Bible Belt), EWTN je sve više postajao glas sjevernoameričkih katolika. Prije osnivanja svoje televizije, gostovala je na drugoj televiziji, sve dok ta televizija nije objavila film, koji je smatrala uvredom za vjernike usprkos njezinu prosvjedu, nakon čega je ravnatelju te televizije najavila osnivanje vlastite televizije, što je i učinila.
EWTN postala je glas američkih katolika, promičući glas pape Ivana Pavla II. S vremenom je ETWN dostigao 264 milijuna gledatelja širom svijeta. Osnovala je i katoličku radijsku mrežu WEWN (Worldwide Eternal Word Network) s 215 radijskih postaja širom svijeta. Proslavila se svojom televizijskom emisijom „Majka Angelica uživo”, koju je vodila oko trideset godina. Bila je poznata po načinu na koji je uspjela sastaviti brz odgovor, izreći ironičnu primjedbu ili u svojoj mudrosti nabaciti dosjetku koja bi uhvatila slušatelja nespremnog.
U kasnu jesen 2001., pretrpjela je dva moždana udara. Prigodom svoga 80. rođendana, u travnju 2003., imala je posljednji nastup na televiziji. 
Papa Benedikt XVI. dodijelio joj je odlikovanje Pro Ecclesia et Pontifice 4. listopada 2009. za cjelokupan rad.
U veljači 2016., papa Franjo poslao joj je poruku za vrijeme putovanja na Kubu: „Majci Angelici s mojim blagoslovom i tražim te da moliš za mene, jer mi je to potrebno. Bog te blagoslovio Majko Angelica.”
Umrla je 27. ožujka 2016., u 92. godini života, na Uskrs, nakon duge i teške bolesti.

## Vanjske poveznice
| Portal:Kršćanstvo | Portal: Kršćanstvo |

|  | Wikicitati imaju zbirke citata o temi Majka Angelica |

- Majka Angelica (engl.) u Enciklopediji Alabame
- „Mother Angelica, 1923-2016” (engl.) ncregister.com. National Catholic Register.
- Majka Angelica (engl.) EWTN